# Horaga cuzneri
Horaga cuzneri är en fjärilsart som beskrevs av Schultze 1907. Horaga cuzneri ingår i släktet Horaga och familjen juvelvingar. Inga underarter finns listade i Catalogue of Life.